# Fudbalski Klub Čelik Nikšić
Il Čelik Nikšić, ufficialmente FK Čelik Nikšić, è una società calcistica montenegrina con sede nella città di Nikšić.
Nella stagione 2012-2013 milita in Prva crnogorska fudbalska liga, la massima divisione del calcio montenegrino.
Il soprannome del club in montenegrino significa "Acciaio". Lo Stadion Željezare può ospitare 2000 tifosi. I supporters del Čelik Nikšić conosciuti come FAP Mašina (FAP Machine) sono noti per il loro tifo appassionato. La rivalità più accesa è con la Sutjeska Nikšić.
Nel 2012 ha vinto per la prima volta nella sua storia sia la Coppa di Montenegro sia il Campionato di seconda divisione, conquistando la promozione in Prva crnogorska fudbalska liga.

## Rosa 2013-2014
| N. |                       | Ruolo | Calciatore          |
| -- | --------------------- | ----- | ------------------- |
| 1  | Montenegro (bandiera) | P     | Zoran Aković        |
| 2  | Serbia (bandiera)     | D     | Aleksandar Krsteski |
| 3  | Montenegro (bandiera) | D     | Nemanja Kosović     |
| 4  | Montenegro (bandiera) | D     | Danilo Vuković      |
| 5  | Serbia (bandiera)     | D     | Ahmed Mujdragić     |
| 7  | Montenegro (bandiera) | A     | Žarko Vilotijević   |
| 8  | Montenegro (bandiera) | C     | Zijad Adrović       |
| 9  | Montenegro (bandiera) | C     | Ivan Ivanović       |
| 10 | Montenegro (bandiera) | A     | Miloš Đalac         |
| 12 | Montenegro (bandiera) | P     | Nikola Delibašić    |
| 14 | Montenegro (bandiera) | D     | Dejan Kovačević     |
| 15 | Montenegro (bandiera) | D     | Nenad Bubanja       |
| 16 | Montenegro (bandiera) | C     | Filip Ćipranić      |

| N. |                       | Ruolo | Calciatore         |
| -- | --------------------- | ----- | ------------------ |
| 18 | Montenegro (bandiera) | D     | Milovan Nikolić    |
| 19 | Montenegro (bandiera) | C     | Darko Bulatović    |
| 20 | Montenegro (bandiera) | D     | Predrag Vidakanić  |
| 21 | Montenegro (bandiera) | D     | Ilija Bulatović    |
| 22 | Serbia (bandiera)     | C     | Semir Hadžibulić   |
| 23 | Montenegro (bandiera) | A     | Vasilije Jovović   |
| 25 | Montenegro (bandiera) | A     | Bojan Kalezić      |
| 28 | Serbia (bandiera)     | A     | Stevan Račić       |
| 29 | Montenegro (bandiera) | C     | Predrag Brnović    |
|    | Serbia (bandiera)     | D     | Ljubo Baranin      |
|    | Montenegro (bandiera) | C     | Miroslav Todorović |
|    | Serbia (bandiera)     | C     | Saša Stojanović    |
|    | Serbia (bandiera)     | C     | Nebojša Prtenjak   |

## Palmarès

### Competizioni nazionali
- Coppa del Montenegro: 1

2011-2012
- Druga Crnogorska Liga: 1

2011-2012
- Treća Crnogorska Liga: 1

2015-2016

### Altri piazzamenti
- Campionato montenegrino:

Terzo posto: 2012-2013, 2013-2014
- Coppa del Montenegro:

Finalista: 2012-2013
- Druga liga SR Jugoslavije:

Secondo posto: 1997-1998 (girone ovest)
Terzo posto: 1996-1997 (girone ovest)
- Crnogorski regionalni kupovi:

Finalista: 2013-2014

## Statistiche e record

### Statistiche nelle competizioni UEFA
Tabella aggiornata alla fine della stagione 2018-2019.
| Competizione                  | Partecipazioni | G | V | N | P | RF | RS |
| ----------------------------- | -------------- | - | - | - | - | -- | -- |
| Coppa UEFA/UEFA Europa League | 3              | 8 | 0 | 2 | 6 | 6  | 36 |